# Martín de Gaztelu
Martín de Gaztelu y Lanz (Tudela, c. 1510-Madrid, 21 de septiembre de 1580) fue escribano, Mayordomo Mayor, testamentario y secretario real de Carlos I de España (trabajo por el que cobraba anualmente 625 florines) y conservó algunas de sus funciones a lo largo del reinado de Felipe II de España, que le nombraría además secretario de las órdenes de Calatrava y Alcántara.

## Biografía
De familia descendiente del norte de Navarra, de Etuláin, la familia paterna, y del solar de Guiberaldea en Guipúzcoa, la familia materna, tuvo otros dos hermanos, uno llamado Domingo, escritor humanista, que también sobresalió durante la segunda mitad del siglo XVI, y otro llamado Simón de Lanz Gaztelu, tras modificar su apellido, prior de la iglesia parroquial de Santa Fe en Caparroso. También un tío suyo, arquitecto, se hacía llamar en muchas ocasiones Martín de Gaztelu o Martín de Tudela Gaztelu.
En 1570 don Martín de Gaztelu, como fiel secretario que había permanecido en el Monasterio de Yuste con el emperador, acabó el inventario de lo habido en la recámara de este, registrando por primera vez cerveza en España en la Edad Moderna
Más tarde tomaría parte, ya en el Reinado de Felipe II, en el oscuro asunto de la muerte del príncipe Carlos, hijo de Felipe que abdicó y testó ante él in articulo mortis de sus derechos al trono y posesiones. 
Entre muchos otros escritos de Gaztelu, se conserva una de las primeras reglas de "etiqueta de palacio" en la Corte española, dadas el 31 de diciembre de 1575 y refrendadas por él: Etiqueta y ordenanzas que el rey don Felipe II rey de las Españas mandó se guardasen por los criados y criadas de la Casa Real de la Reina nuestra señora.